# Geum peckii
Geum peckii là một loài thực vật có hoa thuộc chi Geum của họ Hoa hồng, tên tiếng Anh của nó là mountain avens. G. peckii có nguồn gốc từ vùng phía đông của Bắc Mỹ, nơi nó được biết đến ở hai địa điểm tại dãy White của bang New Hampshire và 3 địa điểm tại Nova Scotia.

## Mô tả

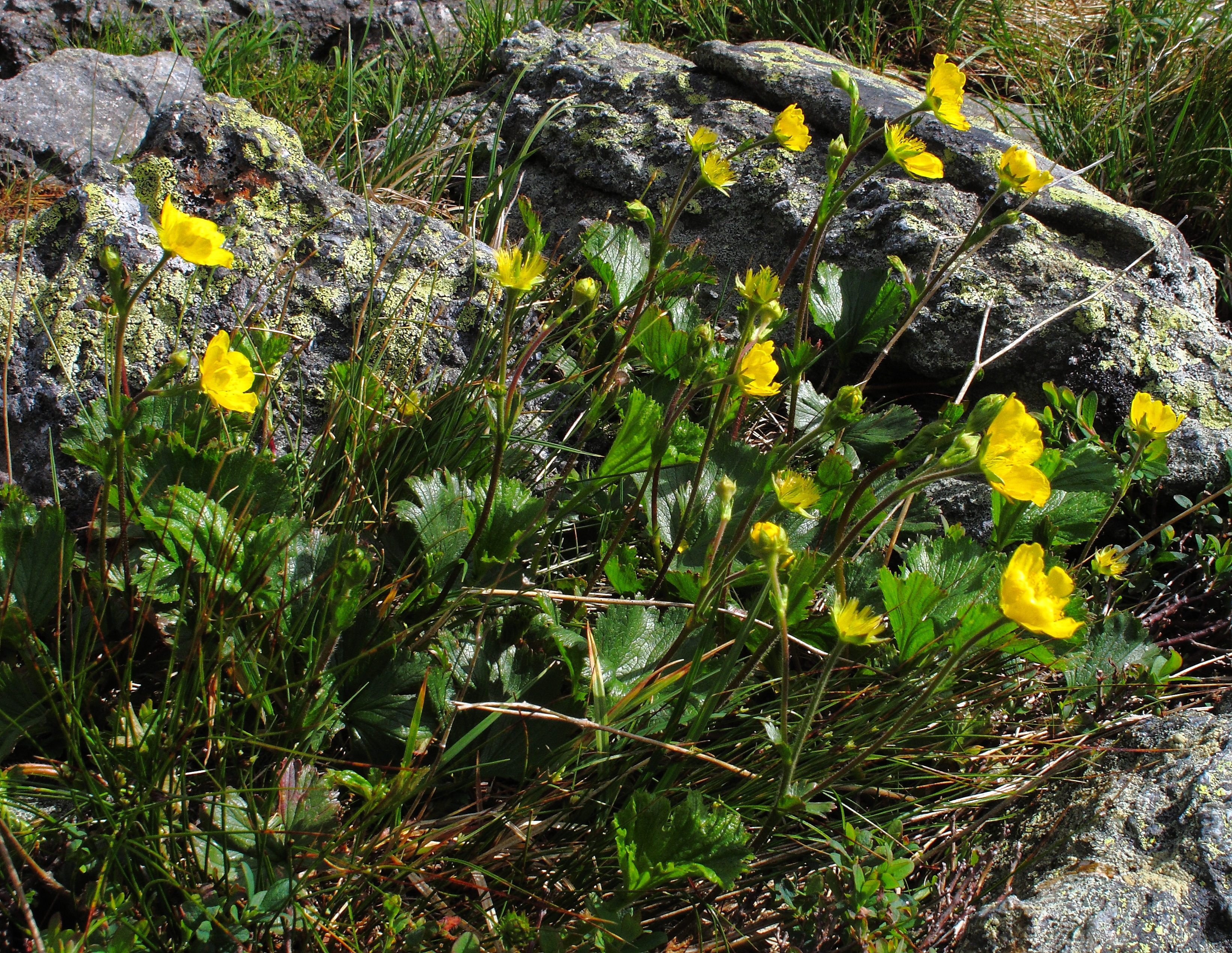
Một bụi Geum peckii

G. peckii là một loài thân thảo và là thực vật lâu năm, thân cao khoảng từ 20 đến 40 cm và có các lá ghép được tạo thành từ các lá chét tròn. Hoa màu vàng, đường kính khoảng từ 1 đến 3 cm, nở vào khoảng từ tháng 6 đến tháng 9. Cây con mọc thông qua thân rễ của cây mẹ hoặc qua hạt giống. Mỗi bông hoa có chứa khoảng 50 hạt.  Ở New Hampshire, hoa có thể được thụ phấn bởi côn trùng.
Mẫu vật của G. peckii lần đầu tiên được thu thập vào năm 1804 trên núi Washington (bang New Hampshire) bởi nhà thực vật học William Dandridge Peck. Ở dãy White, G. peckii phát triển trên các vùng núi tuyết cao, trảng cỏ và các bờ suối. Ở Nova Scotia, G. peckii mọc trong các đầm lầy và các vùng ngập nước ven biển, dọc theo vịnh Fundy.
Sự biến đổi khí hậu có thể làm suy giảm môi trường sống tự nhiên của G. peckii. Điều này đã xảy ra trên đảo Brier, Nova Scotia. G. peckii từng bị nhẫm lần với Geum radiatum và được cho là một, nhưng nghiên cứu di truyền đã cho thấy đây là hai loài riêng biệt.